# دایان دیویس
دایان دیویس (متولد ۵ یا ۱۵ ژوئیه ۱۹۶۳) یک سخنور پساساختارگرای آمریکایی و استاد بلاغت و نوشتن، زبان انگلیسی و مطالعات ارتباطات اجتماعی در دانشگاه تگزاس آستین است. او از سال ۲۰۰۹ تا ۲۰۱۷ مدیر پژوهشکده نویسندگی و تحقیقات دیجیتال در دانشگاه آستین تگزاس بود و اکنون نیز رئیس دپارتمان بلاغت و نویسندگی این دانشگاه است. او دارای کرسی بلاغت و فلسفه کنت برک در مدرسه تحصیلات تکمیلی اروپایی سوئیس، است، او در آن جا سمینارهای تابستانی فشرده دربارهٔ ژاک دریدا و امانوئل لویناس را تدریس می‌کند.

## اوایل زندگی
دایان دیویس در ویچیتا فالز، تگزاس به دنیا آمد و در شهر کلیر لیک، در نزدیکی هیوستون بزرگ شد. او در یک کالج هنرهای لیبرال کمتر شناخته شده در تگزاس تحصیل کرد و در آنجا دو رشتهٔ زبان انگلیسی و تربیت بدنی/ حرکت‌شناسی را آموخت. پس از فارغ‌التحصیلی از آنجا، دیویس در دانشگاه تگزاس در آرلینگتون ثبت نام کرد و دکترای خود را در علوم انسانی و با تمرکز بر نظریه بلاغی در سال ۱۹۹۵ از آن جا دریافت کرد. او همچنین در سال ۲۰۰۳ در رشته رسانه و ارتباطات در مدرسه تحصیلات تکمیلی اروپا کار پژوهشی خود را ادامه داد

## حرفه
از سال ۱۹۹۵ تا ۱۹۹۷، دیویس در گروه زبان انگلیسی در دانشگاه اولد دامینیون تدریس می‌کرد، همچنین وی از سال ۱۹۹۷ تا ۲۰۰۱ در گروه بلاغت دانشگاه آیووا استاد بود و از سال ۲۰۰۱ در دانشگاه تگزاس در آستین به عنوان استاد بلاغت و نوشتن فعالیت می‌کند.
وی در حوزه تلفیقی نظریه بلاغی، فلسفه قاره ای و فرهنگ دیجیتال به تحقیث و پژوهش می‌پردازد.

## پرونده آزار جنسی آویتل رونل
در ۱۱ مه ۲۰۱۸، دایان دیویس به همراه گروهی از محققان نامه‌ای را به دانشگاه نیویورک در پی شکایت آزار جنسی که توسط دانشجوی پیشین فارغ‌التحصیل دانشگاه نیویورک، نمرود رایتمن، علیه استاد مشاورش آویتل رونل، پژوهشگر سرشناس علوم انسانی، ارائه کرد، امضا کردند. امضاکنندگان اذعان کردند که به یافته‌های محرمانه تحقیقاتی که پس از شکایت عنوان IX رایتمن علیه رونل انجام شد، دسترسی ندارندچد. با این وجود، آنها به اشتباه رایتمن را به راه اندازی یک «کارزار مخرب» علیه رونل متهم کردند. امضاکنندگان همچنین نوشتند که «نیت بدخواهانه رایتمن این کابوس قانونی را برای یک محقق بسیار معتبر به وجود آورده و حفظ کرده‌است». اگر قرار باشد او از وظایفش معلق شود یا از وظایفش برکنار شود، بی عدالتی به‌طور گسترده به رسمیت شناخته می‌شود و با آن مخالفت می‌شود.»
دیویس از ایمیلی به نیویورک تایمز نقل می‌کند که می‌گوید: «البته من از کاری که عنوان IX و جنبش #MeToo می‌خواهند انجام دهند، از تلاش‌های آنها برای مقابله و جلوگیری از سوء استفاده‌ها، که آنها نیز به دنبال برخی موارد هستند، حمایت می‌کنم. نوعی عدالت اما دقیقاً به همین دلیل وقتی این انرژی باورنکردنی برای عدالت می‌پیچد و علیه خودش عمل می‌کند، بسیار ناامیدکننده است، چیزی که بسیاری از ما معتقدیم در این مورد اتفاق می‌افتد.» دیویس دفاع خود از رونل را بعد از اینکه از سوی دانشگاه آشکار شد آویتال رونل دانشجوی مرد سابق فارغ‌التحصیل خود، نمرود رایتمن را مورد آزار و اذیت جنسی قرار داده‌است، انجام داد.

## زندگی شخصی
دایان دیویس یک بی خدا است.

## کتاب‌ها
- همبستگی غیر ضروری: لفاظی و روابط خارجی . انتشارات دانشگاه پیتسبورگ، ۲۰۱۰.شابک ‎۰-۸۲۲۹-۶۱۲۲-۹
- خواندن رونل مجموعه ویرایش شده با یک مقدمه. انتشارات دانشگاه ایلینویز، ۲۰۰۹.شابک ‎۰−۲۵۲−۰۷۶۴۷−۸شابک 0-252-07647-8
- شیوه‌های زنانه ساختن آن در بلاغت و آهنگسازی. با میشل بالیف و روکسان مونتفورد. روتلج، ۲۰۰۸.شابک ‎۰−۸۰۵۸−۴۴۴۵−۷شابک 0-8058-4445-7
- UberReader: آثار منتخب آویتال رونل. مجموعه ویرایش شده با مقدمه. انتشارات دانشگاه ایلینویز، ۲۰۰۸.شابک ‎۰−۲۵۲−۰۷۳۱۱−۸شابک 0-252-07311-8
- شکستن [در] کلیت: لفاظی خنده. مجموعه نظریه بلاغی و فلسفه. انتشارات دانشگاه ایلینوی جنوبی، ۲۰۰۰.شابک ‎۰−۸۰۹۳−۲۲۲۸−۵شابک 0-8093-2228-5

## موضوع ویژه
- فلسفه و بلاغت. ویژه نامه «روابط بلاغی برون انسانی: خطاب به حیوان، شیء، مرده و الهی». ویرایش مشترک با میشل بالیف. جلد ۴۷٫۴، ۲۰۱۴.

## مقالات برگزیده
- «لفاظی در پایان جهان.» فلسفه و بلاغت ۵۰.4 (2017): ۴۳۱–۴۵.
- «اتوزووگرافی: یادداشت‌هایی به سوی بلاغت زندگان.» فلسفه و بلاغت ۴۷.4 (2014): ۵۳۲–۳۵۲.
- «در هم شکستن مرد.» مصاحبه با آویتال رونل. فلسفه و بلاغت ۴۷.4 (2014): ۳۵۴–۳۸۷.
- «نوشتن-بودن: نگاهی دیگر به «حیوان نمادپرداز»». نوشتن پساانسان گرایی، نوشته پساانسان. اد. سیدنی دوبرین. Parlor Press, 2015. 56-78.
- «عطر اجرایی.» اجراهای پس از دیکانستراکشن اد. مائورو سناتوره لندن: انتشارات بلومزبری، ۲۰۱۳. ص ۷۰–۸۵.
- «بلاغه‌های مخلوق.» فلسفه و بلاغت. انجمن ویژه در بلاغت و پرسش از حیوانات. فلسفه و بلاغت ۴۴.1 (2011): ۸۸–۹۴.
- «سلام: در مورد لویناس و دم تکان دهنده.» JAC: مجله تئوری ترکیب. شماره ویژه لویناس. ۲۹.1 (2009): ۷۱۱–۷۴۸.
- «شناسایی: برک و فروید در مورد اینکه شما کی هستید.» فصلنامه انجمن بلاغت ۳۸.2 (2008): ۱۲۳–۱۴۷.
- «خطر پنجم: پاسخی به پاسخ جان موکلباوئر.» فلسفه و بلاغت ۴۰.2 (2007): ۲۴۸–۲۵۶.
- پرداختن به دگرگونی: بلاغت، هرمنوتیک، و رابطه نامتناسب. فلسفه و بلاغت ۳۸.3 (2005): ۱۹۱–۲۱۲.
- «دیوژن سینوپ». با ویکتور جی ویتانزا. بلاغت کلاسیک و بلاغت پردازان. ویرایش‌ها میشل بالیف و مایکل جی موران. ناشران پراگر، ۲۰۰۵. ۱۳۲–۱۳۶.
- «هیاهوی Finitude's یا، یادداشت‌هایی به سوی یک سواد اجتماعی.» کالج ترکیب و ارتباطات ۵۳٫۱ (سپتامبر ۲۰۰۱): ۱۱۹–۱۴۵.
- «به سوی اخلاقیات گوش دادن». با میشل بالیف و روکسان مونتفورد. JAC: A Journal of Composition Theory 20.4 (2000): 931-942.
- «مذاکره متفاوت: سه‌گانه فمینیستی.» با میشل بالیف و روکسان مونتفورد. JAC: A Journal of Composition Theory 20.3 (2000): 583-625.
- «اعترافات یک Anacoluthon: Avital Ronell در نوشتن، فناوری، آموزش، سیاست.» JAC: Journal of Composition Theory 20.2 (2000): 243-281.
- «معتاد به عشق؛ یا به سوی یک همبستگی غیر ضروری.» JAC: A Journal of Composition Theory 19.4 (1999): 633-656.

## یادداشت
1. 1 2 3  "Diane Davis Faculty Page at European Graduate School (Biography, bibliography and video lectures)". European Graduate School. Retrieved July 1, 2019.
2. ↑  "Diane Davis at University of Texas at Austin, Department of English". University of Texas at Austin. Retrieved July 1, 2019.
3. ↑  Katherine Mangan (August 16, 2018). "Battle Over Alleged Harassment Escalates as Former Graduate Student Sues Professor and NYU". The Chronicle of Higher Education. Retrieved July 1, 2019.
4. ↑  Zoe Greenberg (August 13, 2018). "What Happens to #MeToo When a Feminist Is the Accused?". The New York Times. p. A1.
5. ↑  Sara Schleede (August 28, 2018). "UT Austin professor clarifies defense of an NYU professor guilty of sexual misconduct". The Daily Texan. Archived from the original on 14 December 2019. Retrieved July 1, 2019.